# طبیعت و جوانان

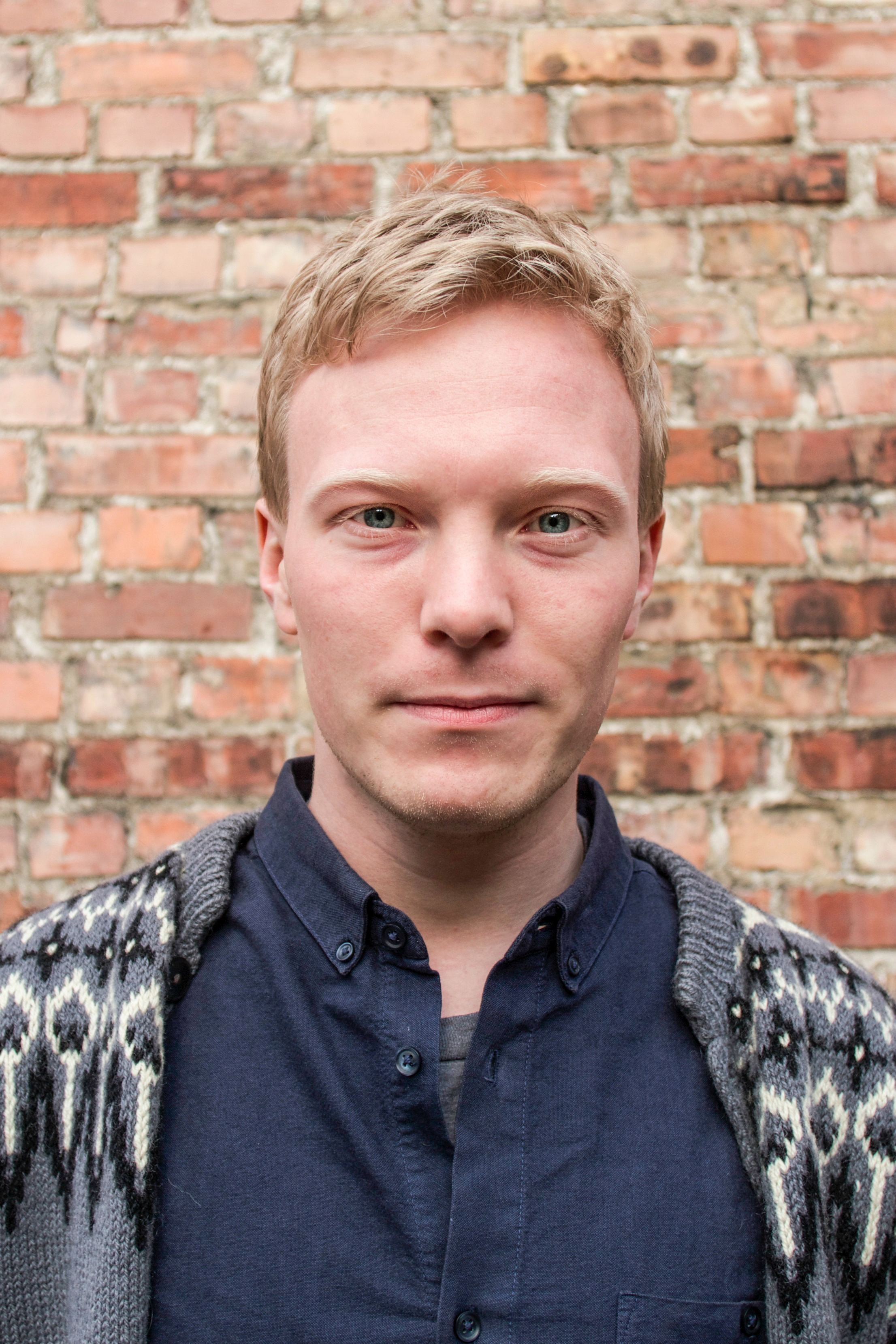
لیدر طبیعت و جوانان

طبیعت و جوانان (به انگلیسی: Nature and Youth)، سازمانی است برای محافظت از محیط زیست جوانان نروژی و تنها سازمان جوانان محیط زیست در نروژ، با ۷۰۰۰ عضو که در ۸۰ گروه محلی کار می‌کنند. این سازمان به‌طور رسمی، شاخه جوانان انجمن نروژ برای حفاظت از طبیعت است، که توسط گته آیتریور هدایت می‌شود.
موضوعات اصلی که سازمان با آنها کار می‌کند، شامل نفت، حمل و نقل عمومی، انرژی و حفاظت از طبیعت می‌باشند. علاوه بر گروه‌های محلی، یک اداره و یک هیئت مرکزی با ۱۴ عضو نیز وجود دارد که در زمینه مسائل ملی کار می‌کنند و هر دو در اسلو واقع شده‌اند.
سازمان طبیعت و جوانان، عضو انجمن بین‌المللی دوستان زمین است و مجله پوتش را منتشر می‌کند.

## تاریخچه
در سال ۱۹۶۷، انجمن نروژ برای حفاظت از طبیعت اعلام کرد که آنها خواهان یک سازمان جوانان هستند و دو سازمان انجمن بیولوژیک جوانان نروژ و انجمن حفاظت از طبیعت مدرسه کلیسای جامع اسلو، تصمیم گرفتند در ۱۸ نوامبر ۱۹۶۷ ادغام شوند. این کار با تعداد محدودی عضو و یک سازمان پیچیده شروع دشواری داشت، اما در دهه ۱۹۷۰، سازمان جوانان و طبیعت، با گروه‌های محلی بیشتر، سازمان کار بهتری پیدا کرد. در این دوره تمرکز روی کشاورزی بود، اما در دهه ۱۹۷۰، که انرژی هسته‌ای به موضوعی داغ در نروژ تبدیل شد، با این موضوع به مخالفت برخاست. به دلیل همین مخالفت بود که لغو تصمیم ساخت انرژی هسته‌ایی در نروژ برای این سازمان یک پیروزی محسوب می‌شد.
در اواخر دهه ۱۹۸۰، حفاظت از محیط زیست در میان مردم بطور عام رشد کرد و سازمان را با اعضای بیشتر و گروه‌های محلی بیشتر تقویت نمود. در سال ۱۹۹۱، سازمان طبیعت و جوانان، اولین مشارکت‌کننده در بحث و جدل روتوال بود، نبردی برای حفظ یک منطقه فرهنگی غنی در حاشیه شهر تروندهایم. این سازمان در همه‌پرسی پیوستن نروژ به اتحادیه اروپا (۱۹۹۴)، فعالانه علیه عضویت در اتحادیه اروپا مبارزه کرد. در اواخر دهه ۱۹۹۰، تمرکز اصلی آن برای تلاش جهت جلوگیری از ساخت نیروگاه گاز طبیعی در نروژ و در دهه ۲۰۰۰، برای جلوگیری از بازکردن دریای بارنتز، برای تولید نفت بود.